# Бланфорд, Уильям Томас
Уильям Томас Бланфорд, Блэнфорд (англ. William Thomas Blanford; 7 октября 1832 — 23 июня 1905) — британский геолог и зоолог, специалист по наземным моллюскам и позвоночным. 
Член Лондонского королевского общества (1874). Президент Лондонского геологического общества (1888). За исследования по зоологии и геологии Британской Индии награждён медалью Волластона (1883) и Королевской медалью (1901). Брат Генри Фрэнсиса Бланфорда (1834—1893).
В честь учёного названы следующие таксоны животных:
- Род улиток Blanfordia[англ.] A. Adams[англ.], 1863[4]
- Летучий дракон Блэнфорда (Draco blanfordii) Boulenger, 1885
- Гребнепалая ящерица Acanthodactylus blanfordii[англ.] Boulenger, 1918
- Песчаная агама Блэнфорда (Psammophilus blanfordanus[англ.]) (Stoliczka, 1871)
- Узкоротая змея Блэнфорда (Leptotyphlops blanfordii[англ.]) (Boulenger, 1890)
- Малый жаворонок Бланфорда (Calandrella blanfordi[англ.]) (Shelley, 1902)
- Тушканчик Бланфорда (Jaculus blanfordi) (Murray, 1884)

## Труды
- Mollusca: Testacellidae and Zonitidae, Taylor & Francis, London 1908
- The distribution of vertebrate animals in India, Ceylon, and Burma. Published for the Royal Society by Dulau and Co., London 1901
- The Fauna of British India, Including Ceylon and Burma[англ.]. Mammalia, Taylor and Francis, London 1888-1891
- Observations on the geology and zoology of Abyssinia, made during the progress of the British expedition to that country in 1867-68. Macmillan and Co., London 1870
- Eastern Persia -  An Account of the Journeys of the Persian Border Commission 1870-71-72; Volume I: The Geography, 1876; Reprint Elibron Classics, 2000 ISBN 978-1-4021-8340-9, Volume II The Zoology and Geology, 1876; Reprint, 2000